# Борок (Ульяновская область)
Борок—поселок в Карсунском районе Ульяновской области, входит в состав Карсунского городского поселения.

## География
Находится на расстоянии примерно 6 километров по прямой на юго-восток от районного центра поселка Карсун.

## Население
Население составляло 11 человек в 2002 году (русские 100%), 4 по переписи 2010 года.